# Walter Landauer (Verleger)

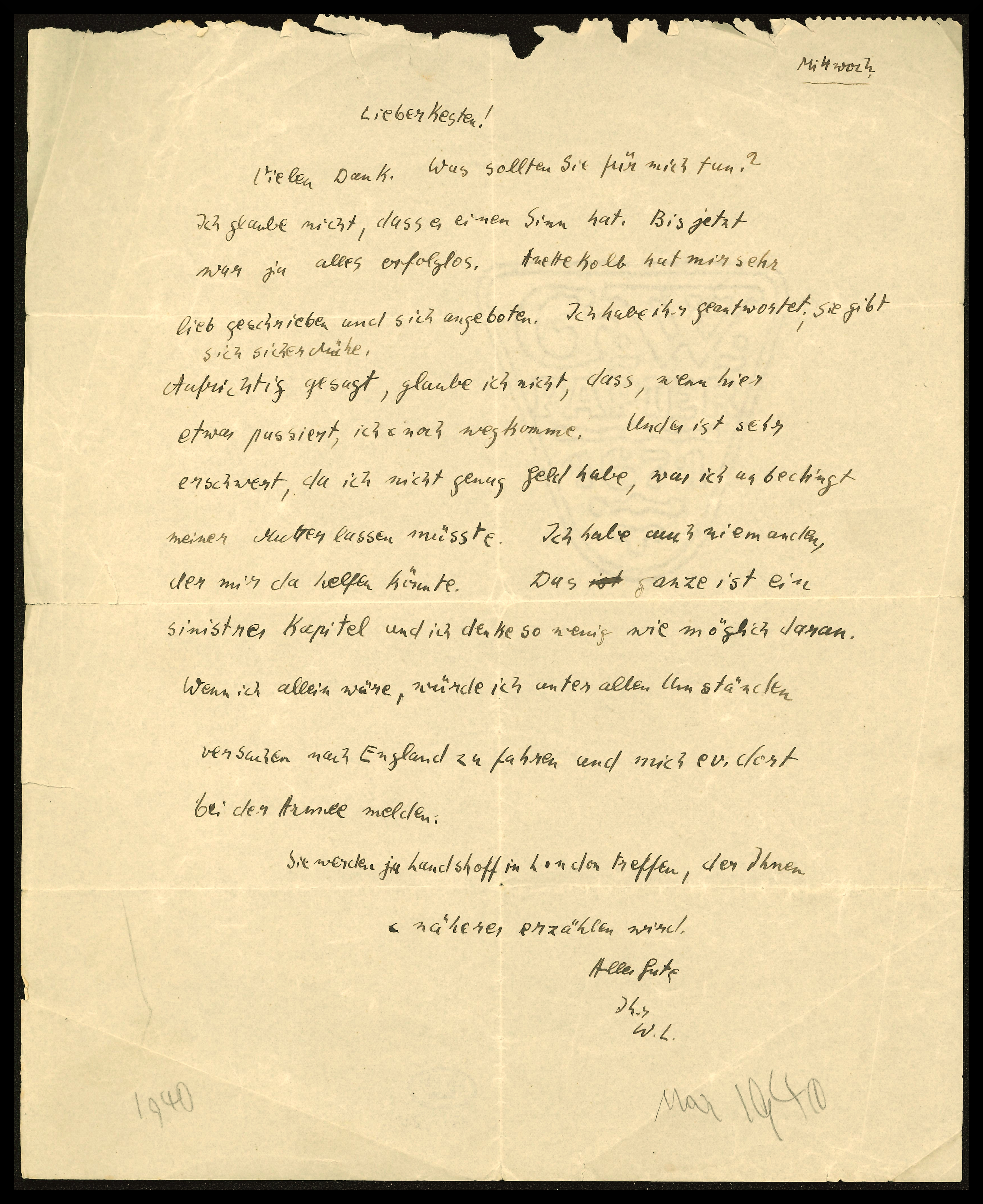
Brief von Landauer an Hermann Kesten, Mai 1940

Walter Landauer (* 31. August 1902 in Berlin; † 20. Dezember 1944 im KZ Bergen-Belsen) war ein deutscher Verleger.

## Leben
Landauer studierte in Frankfurt am Main zusammen mit Fritz H. Landshoff und Hermann Kesten und arbeitete ab 1927 als Lektor für den Gustav-Kiepenheuer-Verlag, in den kurz zuvor Landshoff als Partner aufgenommen worden war. 
Nach der „Machtergreifung“ der Nationalsozialisten 1933 wurden drei Viertel der Verlagsproduktion verboten. Auf der Flucht durch Österreich und die Schweiz suchte er nach Arbeit in verschiedenen Verlagen. Erst in Amsterdam wurde er beim Allert de Lange Verlag fündig. Gerard de Lange, der Sohn des verstorbenen Gründers, bot ihm eine Stelle als Verlagsleiter der „deutschen Abteilung“ des Verlages an. Er beabsichtigte damit, deutschen Exilschriftstellern eine neue Heimat zum Schreiben zu geben. Walter Landauer begann seine Tätigkeit im Herbst 1933, als Lektor stand ihm Hermann Kesten zur Seite. Der erste Autor, den Landauer unter Vertrag nahm, war Georg Hermann. Unter Landauers Leitung wurde Allert de Lange zu einem der erfolgreichsten Exilverlage. Nach der deutschen Besetzung der Niederlande musste der Verlag im Mai 1940 schließen. Thomas Mann versuchte vergeblich, Landauer zur Flucht in die USA zu verhelfen. Walter Landauer konnte zunächst untertauchen, wurde aber 1943 verhaftet und deportiert. 
Landauer ist im Dezember 1944 im Konzentrationslager Bergen-Belsen verhungert.